# Paraeuops corrugatus
Paraeuops corrugatus es una especie de coleóptero de la familia Attelabidae.

## Distribución geográfica
Habita en Australia.